# 柔毛郁金香
柔毛郁金香（学名：Tulipa biflora）为百合科郁金香属的植物。分布于中亚地区、伊朗以及中国大陆的新疆等地，生长于海拔800米至2,000米的地区，多生于蒿属荒漠、平原和低山草坡，目前尚未由人工引种栽培。